# Trinitatiskirche (Sondershausen)

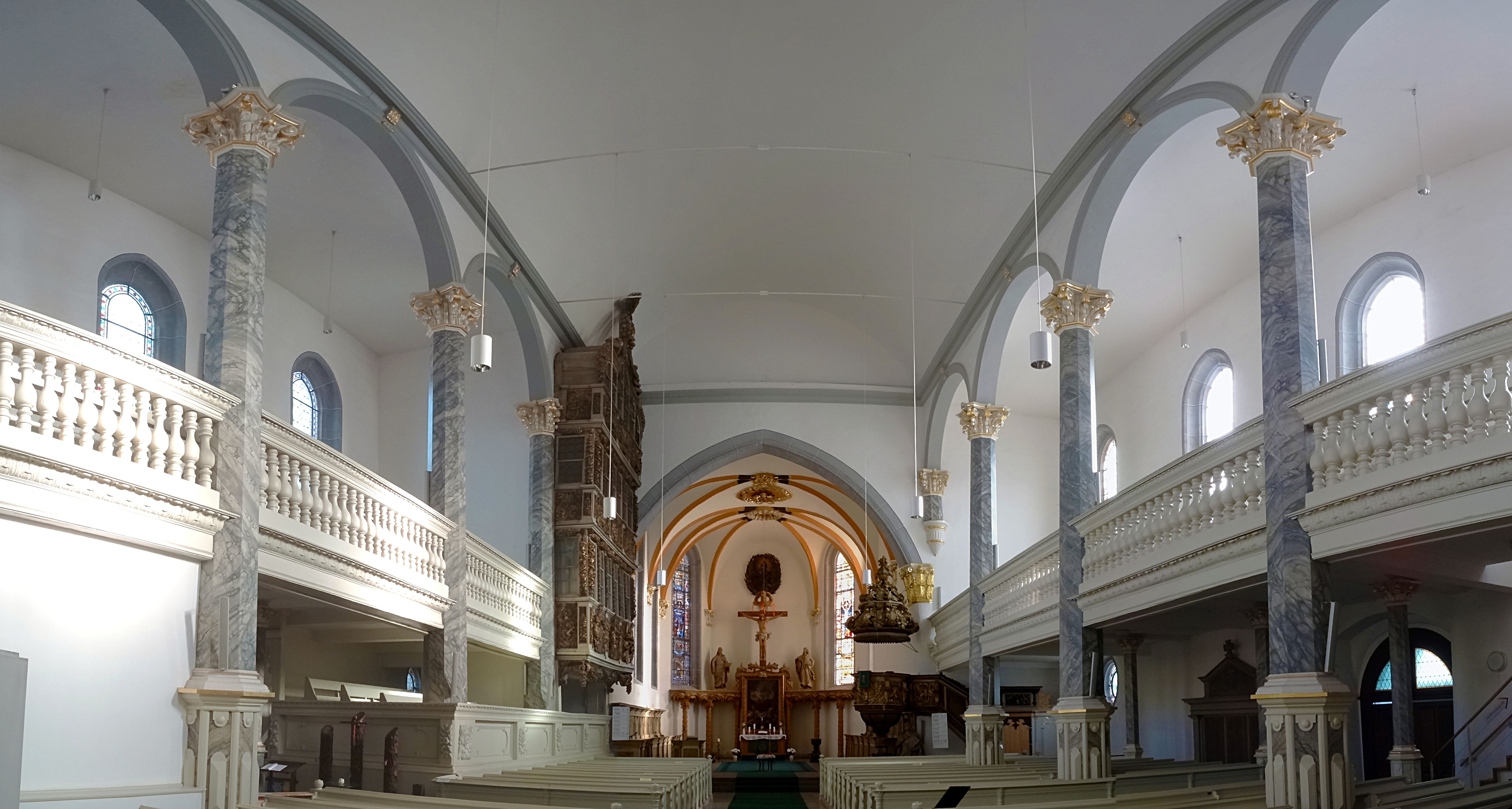
Innenraum-Panorama

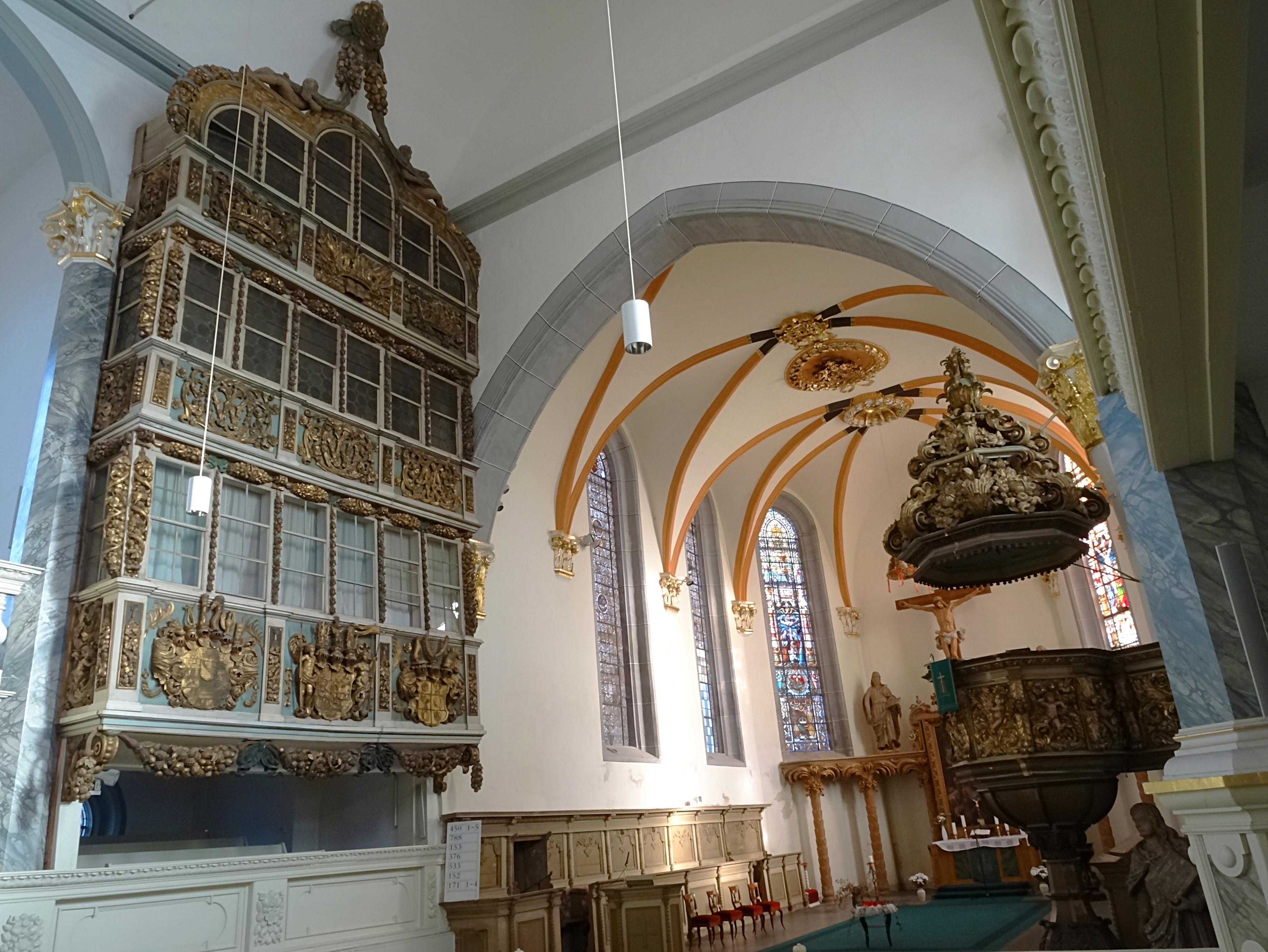
Herrschaftsstand und Chor

Die Trinitatiskirche in der thüringischen Kreisstadt Sondershausen ist eine evangelisch-lutherische Kirche, die neben dem fürstlichen Residenzschloss zu den bedeutendsten Baudenkmälern der Stadt zählt. Sie diente einst der Fürstenfamilie von Schwarzburg-Sondershausen als Hofkirche mit eigenem Herrschaftsstand im Inneren. Im angebauten Mausoleum wurden die letzten Mitglieder der Fürstenfamilie beigesetzt. 

## Geschichte
Bereits 1174 gab es eine capella in Sundreshusun. Ihr Standort ist nicht bekannt. An heutiger Stelle der Trinitatiskirche stand die Andreaskirche, welche 1608 abgerissen wurde. 1620 wurde die neue Kirche feierlich eingeweiht. Das Bauwerk war nach Plänen des Baumeisters Peter Sengelaub entstanden. Es fiel dem Stadtbrand vom 3. Juni 1621 zum Opfer und wurde in größeren Zeitabständen in der zweiten Hälfte des 17. Jahrhunderts wiederaufgebaut. Die heutige Bausubstanz geht auf die Arbeiten des 17. Jahrhunderts zurück. An der Ostseite wurde 1890/91 die neugotische fürstliche Grabkapelle hinzugefügt. Kirchenrenovierungen und Umbauten gab es in den Jahren 1890/91, 1931/32 und 1987 bis 1997.

## Architektur
Der Kirchturm an der Westseite ist sechsgeschossig und trägt eine dreistufige welsche Haube. An diesen schließt sich das Kirchenschiff mit dem Satteldach an. An den Seitenwänden befinden sich je fünf spitzbogige Fenster. Das mittlere Fenster jeder Seite ist nur in der oberen Hälfte ausgebildet, weil sich darunter die Zugänge zum Erdgeschoss und zu den Emporen befinden. An der Nord- und Südwand führen von beiden Seiten Treppen auf einen spitzwinkligen Vorbau. In der Mitte des Vorbaus sind rundbogige Eingangsportale. An der Nordseite am Übergang vom Schiff zum Chor befindet sich ein Wendelstein zum Herrschaftsstand. Die Südwand wurde nach Osten verlängert, in der sich die Sakristei im Erdgeschoss und die Bibliothek im Obergeschoss befinden.
Der Innenraum wird durch hölzerne Arkaden in drei Schiffe gegliedert. Das Mittelschiff ist mit einem Tonnengewölbe gedeckt, die Decken der Seitenschiffe fallen pultartig leicht von den Arkaden zu den Außenwänden ab. Mithin ist die Kirche eher als Pseudobasilika denn als Hallenkirche einzuordnen. Die hölzernen Arkadenpfeiler tragen außerdem Emporen in den Seitenschiffen. Stilistisch lässt sich das Schiff am ehesten der Spätrenaissance zurechnen. Im Unterschied dazu sind der Triumphbogen zwischen Schiff und Chor und die Rippengewölbe des Chors in gotischen Formen gehalten. Die Kanzel an der Südseite des Chores entstand Ende des 17. Jahrhunderts. Vor dem Chor auf der Nordseite wurde 1691 der Herrschaftsstand angebracht. Er besteht aus drei verglasten Obergeschossen mit Wappen und Monogrammen. Das Untergeschoss ist offen und schlicht gehalten. Über dem Altar sind drei Gemälde (Abendmahl, Grablegung und Auferstehung Christi). Hinter den Orgelprospekt von 1680 an der Westseite wurde 1997 eine neue Orgel der Firma Hey eingebaut.
Die älteste Sondershäuser Glocke von 1623 aus der Trinitatiskirche wurde 2005 aufwendig in Nördlingen restauriert. Zum Erntedanksonntag am 2. Oktober 2005 rief ihr Geläut die Gläubigen wieder zum Gottesdienst.

## Ausstattung
Das Bildnis „Martin Luther auf dem Sterbebett“ wird Lukas Furtenagel zugeschrieben. Es wurde nachweislich am Sterbebett gemalt und hing seit 1620 über dem Altar der Trinitatiskirche.
Zum Bestand gehören ebenso zwei Abendmahlskelche aus dem 14. Jahrhundert.
In der Kirchenbibliothek liegen die Handschrift „Düringische Chronik des Johannes Rothe“ aus der zweiten Hälfte des 15. Jahrhunderts und andere Kostbarkeiten.

## Orgel

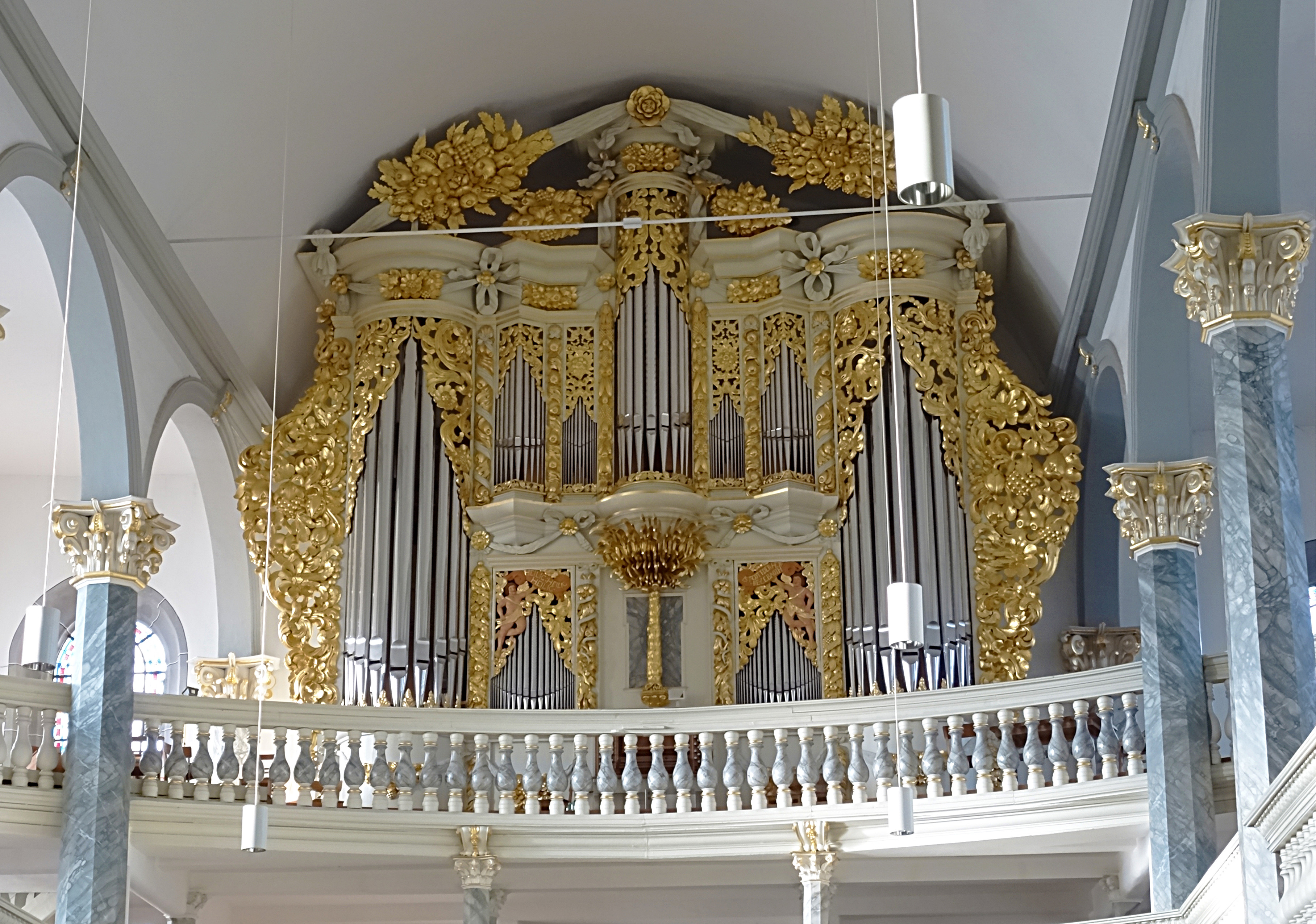
Die neue Hey-Orgel im Prospekt von 1680

Bereits 1681 befand sich in der Trinitatiskirche eine Orgel, die von dem Orgelbauer Christoph Junge erbaut worden war. Dieses Instrument, das von Andreas Werckmeister abgenommen wurde, hatte 28 Register. Erhalten sind von dieser Orgel der Prospekt und drei Register. Das zunächst zweimanualige Instrument wurde im Laufe der Zeit mehrfach umgebaut und erweitert, zudem auf pneumatische Trakturen umgestellt und schließlich auf drei Manuale erweitert. Von 1994 bis 1997 wurde in dem historischen Prospekt durch die Orgelbaufirma Hey (Urspringen/Rhön) ein neues mechanisches Instrument errichtet. Die Orgel hat heute 40 Register (2811 Pfeifen) auf drei Manualen und Pedal. Sechs Register im Schwellwerk sind über Wechselschleifen im Pedal spielbar.
| I Unterwerk C–g3 |            |        |
| 1.               | Copula     | 8′     |
| 2.               | Quintatön  | 8′     |
| 3.               | Principal  | 4′     |
| 4.               | Nasard     | 2 ⁄3′  |
| 5.               | Waldflöte  | 2′     |
| 6.               | Terz       | 1 3⁄5′ |
| 7.               | Quint      | 1 ⁄3′  |
| 8.               | Scharf III |        |
| 9.               | Krummhorn  | 8′     |
|                  | Tremulant  |        |

| II Hauptwerk C–g3 |                |       |
| 10.               | Bourdon        | 16′   |
| 11.               | Principal      | 8′    |
| 12.               | Viola da Gamba | 8′    |
| 13.               | Grobgedackt    | 8′    |
| 14.               | Octave         | 4′    |
| 15.               | Gemshorn       | 4′    |
| 16.               | Quint          | 2 ⁄3′ |
| 17.               | Octave         | 2′    |
| 18.               | Cornett IV     |       |
| 19.               | Mixtur IV      |       |
| 20.               | Mixtur III     |       |
| 21.               | Trompete       | 8′    |
|                   | Tremulant      |       |

| III Schwellwerk C–g3 |                |     |
| 22.                  | Gedackt        | 16′ |
| 23.                  | Holzflöte      | 8′  |
| 24.                  | Salicional     | 8′  |
| 25.                  | Unda maris     | 8′  |
| 26.                  | Rohrflöte      | 8′  |
| 27.                  | Principal      | 4′  |
| 28.                  | Dulciana       | 4′  |
| 29.                  | Flauto Travers | 4′  |
| 30.                  | Schwiegel      | 2′  |
| 31.                  | Mixtur IV-VI   |     |
| 32.                  | Rankett        | 16′ |
| 33.                  | Oboe           | 8′  |
| 34.                  | Zink           | 4′  |
|                      | Tremulant      |     |

| Pedal C–f1 |                        |         |
| 35.        | Prinzipal              | 16′     |
| 36.        | Subbaß                 | 16′     |
| 37.        | Quintbaß               | 10 2⁄3′ |
| 38.        | Flöte (Nr.26)          | 8′      |
| 39.        | Octavbaß               | 8′      |
| 40.        | Choralbaß              | 4′      |
| 41.        | Baßflöte (Nr.29)       | 4′      |
| 42.        | Schnabelpfeife (Nr.30) | 2′      |
| 43.        | Mixtur IV (Nr.31)      |         |
| 44.        | Posaune                | 16′     |
| 45.        | Horn (Nr.33)           | 8′      |
| 46.        | Baßzink (Nr.34)        | 4′      |

- Koppeln: I/II, III/I, III/II, I/P, II/P, III/P
- Spielhilfen: 64-fache elektronische Setzeranlage, Crescendowalze.

mechanische Tontraktur; mechanisch-elektrische Registertraktur (Doppelregistratur)

## Fürstliche Grabkapelle

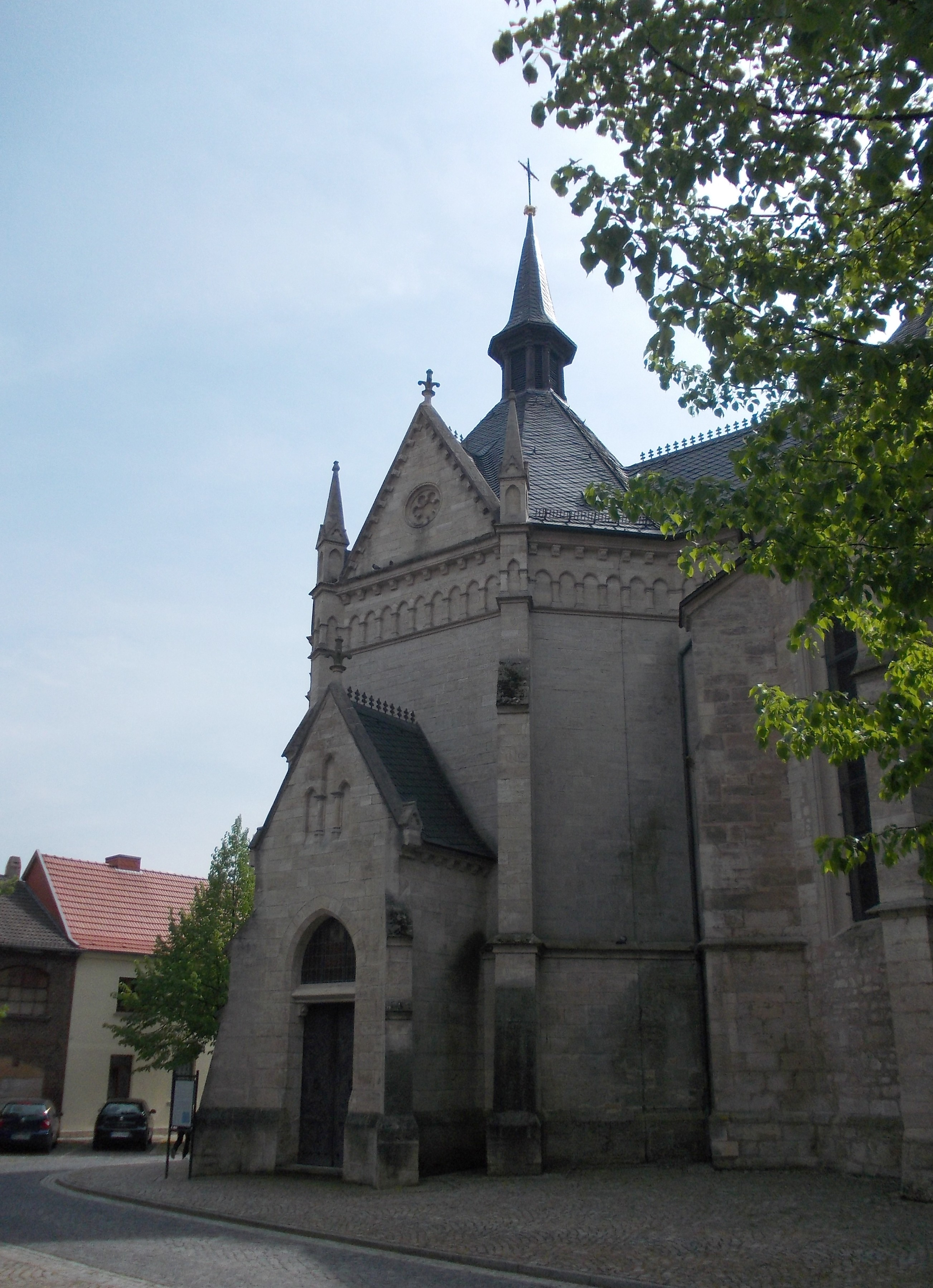
Das fürstliche Mausoleum von 1890/91

Bei der fürstliche Grabkapelle (Mausoleum), oft auch als Fürstengruft bezeichnet, handelt es sich um einen neugotischen Anbau in Form einer Chorscheitelkapelle mit achteckigem Grundriss, Zeltdach und bekrönender Laterne. Nach Plänen des fürstlichen Bauinspektors Heyder wurde sie 1890/91 im Zuge weiterer baulicher Veränderungen auf Wunsch des Fürsten Karl Günther umgesetzt. An der Nordseite befindet sich das Portal, dem gegenüber in einer Nische unterhalb eines Rundfensters eine Christusfigur steht. Der Innenraum ist unter anderem mit einem Sternenhimmel aus dem Jahr 1897 vom Hofdekorationsmaler Ernst Schedensack (1865–1925) ausgeschmückt worden. 
Das Mausoleum dient sieben verstorbenen Mitgliedern des Fürstenhauses Schwarzburg-Sondershausen als letzte Ruhestätte, deren steinerne Prunksarkophage verzieht mit Löwenfüßen und Bibelsprüchen vom Baurat Otto Erlandsen (1858–1910) entworfen wurden. 
Bestattet wurden folgende Personen (Reihenfolge nach Geburtsjahr):
1. Fürst Günther Friedrich Carl II. (1801–1889)
2. Fürst Karl Günther (1830–1909), Sohn von 1
3. Fürstin Marie, geb. Prinzessin v. Sachsen-Altenburg (1845–1930), Gemahlin von 2
4. Prinzessin Elisabeth (1829–1893), Tochter von 1
5. Prinz Leopold (1832–1906), Sohn von 1
6. Prinzessin Marie (1837–1921), Tochter von 1
7. Prinz Hugo (1839–1871), Sohn von 1